# Barry Siegel
Barry Siegel (* 7. September 1949 in St. Louis) ist ein ehemaliger Inlandskorrespondent der Los Angeles Times.
Er erhielt den Pulitzer-Preis für Besonderes Schreiben im Jahre 2002 für sein Stück A Father's Pain, a Judge's Duty, and a Justice Beyond Their Reach. Er ist ein Fachmann in literarischem Journalismus und wurde von der Universität von Kalifornien eingestellt, um den Vorsitz über ein neues englisches Programm in literarischem Journalismus zu führen. Siegel lebte in Thousand Oaks und Irvine, Kalifornien.